# Adler VII
Die Adler VII ist ein deutsches Fahrgastschiff der Adler-Schiffe GmbH & Co. KG in Westerland/Sylt.
Das Schiff wurde 1980 mit der Baunummer 1470 auf der Husumer Schiffswerft in Husum für Adler-Schiffe gebaut. Die Kiellegung fand am 4. Januar, der Stapellauf am 26. März 1980 statt. Die Fertigstellung des ursprünglich 31,77 m langen Schiffes war Anfang April 1980. Im Mai 1989 wurde das Schiff auf der Bauwerft auf 36,73 m verlängert, wodurch sich die Passagierkapazität von 250 auf 345 Personen erhöhte.
Angetrieben wird das Schiff von einem Zwölfzylinder-Viertakt-Schiffsdieselmotor der Klöckner-Humboldt-Deutz AG (SBA 12 M 816) mit einer Leistung von 448 kW, der auf einen Festpropeller wirkt. Das Schiff erreicht damit eine Höchstgeschwindigkeit von 10,5 kn. Weiterhin ist das Schiff mit einem Bugstrahlruder mit einer Leistung von 30 kW ausgerüstet.
Das Schiff ist für die Küstenfahrt zugelassen. Für Fahrten in eisbedeckten Gewässern verfügt es über die Eisklasse E.

## Geschichte
Anfang April 1980 wurde das Schiff an die Adler-Schiffe abgeliefert und anschließend an die Reederei Sagittarius B. K. Wilk verchartert und zu Einkaufsfahrten ab Travemünde eingesetzt. Im März 1981 endete die Charter und das Schiff wurde zu Ausflugs- und Einkaufsfahrten ab List auf Sylt eingesetzt. Bis 2009 wurde das Schiff überwiegend ab List/Sylt eingesetzt, gelegentlich aber auch zu Halligfahrten ab Hörnum. Im Jahr 2009 war die Adler VII ab Heringsdorf auf Usedom und dem polnischen Międzyzdroje (Misdroy) im Einsatz.

### Brand bei Werftaufenthalt in Arnis
Am 21. November 2009 wurde die Adler VII bei einem Großbrand auf der Otto-Eberhardt-Werft in Arnis, wo sich das Schiff für Instandsetzungs- und Klassearbeiten in einer Werfthalle befand, schwer beschädigt. Das Feuer wurde von einem Werftmitarbeiter um 7.45 Uhr entdeckt. Nur mit einem Großaufgebot der Feuerwehr konnte eine völlige Zerstörung des Schiffes und das Übergreifen des Feuers auf die Werfthalle verhindert werden. Gegen 11.30 Uhr waren die letzten Glutnester gelöscht. Bei dem Feuer, das aus bisher ungeklärter Ursache in der Kombüse des Schiffes ausgebrochen ist, entstand ein Schaden von über 100.000 Euro.
Mit Stand Oktober 2019 ist das Schiff noch nicht wieder in Dienst gestellt worden. Es lag bis zum 31. Oktober 2016 in der Werft in Arnis und wurde an diesem Tag in die Lindenau Werft nach Kiel überstellt. Seit dem 6. Februar 2019 befindet sich die Adler VII als Auflieger im Obereiderhafen in Rendsburg.